# Pitthea expandens
Pitthea expandens là một loài bướm đêm trong họ Geometridae.